# Dino Ballacci
Dino Ballacci (Bologna, 24 maggio 1924 – Imola, 6 agosto 2013) è stato un calciatore e allenatore di calcio italiano, di ruolo difensore.

## Biografia
Ebbe i primi contatti col calcio all'Oratorio di Sant'Egidio ed entrò nelle giovanili del Bologna su segnalazione di Amedeo Biavati e Raffaele Sansone; in gioventù anche praticò il pugilato. Nel luglio 1944 si unì alla Resistenza in Friuli, facendo parte della 5ª Brigata Osoppo. Al termine della guerra diventò terzino titolare del Bologna e vi militò per dodici stagioni, sempre in Serie A, diventando uno dei calciatori rossoblù più rappresentativi degli anni Cinquanta.
Chiuse nelle serie minori per diventare poi apprezzato allenatore di diverse squadre provinciali. Negli ultimi anni visse con la moglie a Linaro d'Imola; ebbe tre figli maschi, uno dei quali, Marco, calciatore.
È morto ad 89 anni dopo una malattia.

## Caratteristiche tecniche

### Calciatore
Terzino sinistro, nel Bologna fece parte di un'arcigna coppia di difensori con Guglielmo Giovannini. Ricordato generalmente per il gioco rude, dichiarò: «Io miravo al pallone, poi pazienza se prendevo le gambe»; Carlo F. Chiesa lo ha descritto «mastino difensivo dal carattere proverbialmente combattivo» che, secondo Fabio Campisi, «non abbandonava mai l'avversario». Raccontò negli anni della maturità: «Non riuscivo mai a fare tutte le partite, perché ero spesso squalificato. Se uno fingeva di ricevere un fallo, dopo lo portavano fuori perché gli si faceva male sul serio».

### Allenatore
Allenatore per lo più in squadre di provincia, era solito imporre tattiche poco spettacolari e fortemente votate al difensivismo; Ivo Bocca le descrisse sul Corriere dello Sport nel 1966: «Ballacci rifiuta i ghirigori, pretende il gioco volante, le fiondate improvvise. Difesa accorta e stoccata al cuore dell'avversario che si scopre nell'"a fondo"». Durante il campionato di Serie C2 1980-1981 la sua Alessandria fu contrapposta per filosofia di gioco alla vivace Carrarese di Corrado Orrico, avversaria nella lotta per la promozione. Ballacci, pesantemente contestato dal pubblico di Carrara in occasione dello scontro diretto, dichiarò apertamente al termine della partita: «Noi siamo brutti, per nulla tecnici, [...ma] lottiamo con accanimento su ogni pallone e badiamo più al risultato che al bel gioco». La giornalista alessandrina Mimma Caligaris lo ha definito «un po' scomodo per il suo carattere, ma con idee chiare e con grande personalità», lodandone il «mix di qualità tecniche, abilità nella gestione del gruppo e esperienza».

## Carriera

### Calciatore

#### Club

##### Bologna
Esordì col Bologna nel dopoguerra, contribuendo alla vittoria della Coppa Alta Italia nel 1946; debuttò in Serie A l'anno successivo, in Venezia-Bologna 1-2 del 10 marzo 1947.
Iniziò a giocare con regolarità tra i titolari a partire dalla stagione 1948-1949, dopo l'addio di Luigi Spadoni. In quell'anno l'allenatore Cargnelli convertì la squadra, fino ad allora fedele al metodo, al sistema e Ballacci andò a comporre la nuova coppia di terzini con Giovannini; per Sappino fu «uno dei migliori della nuova squadra ad abituarsi al cambio del modulo». Disputò la prima gara del campionato successivo, in casa contro l'Atalanta, da centrale, ma la pesante sconfitta rimediata (2-6), prodromo di un campionato deludente in cui i rossoblù si salvarono solamente all'ultima giornata, convinse Cargnelli a riportarlo sulla fascia sinistra dove, scrive Chiesa, era «insuperabile».
Confermato dall'allenatore Giuseppe Viani, al timone per quattro stagioni, negli anni della maturità fu tra gli artefici della «risalita rossoblù»: nel 1954-1955 il Bologna s'inserì nella lotta scudetto, chiudendo al quarto posto, miglior prestazione dal 1941; l'anno dopo, penultimo a fine febbraio, inaugurò col neo-allenatore Campatelli una clamorosa serie di risultati utili che gli permise di chiudere quinto. Ballacci, pur «stagionato», si dimostrò «ancora efficace». L'aneddotica ne ricorda gli incontri col presidente Renato Dall'Ara per il rinnovo del contratto, ai quali entrambi si presentavano muniti di pistola, e il tumultuoso rapporto con Viani, dal quale pure ereditò il credo tattico una volta divenuto allenatore. Nel 1956-1957 finì tra le riserve per l'avvicendamento col giovane Mirko Pavinato.

##### Gli ultimi anni
Nel 1957-1958 passò in Serie B, al neopromosso Lecco; giocò poi nelle serie minori con Lucchese, Portogruaro e Portocivitanovese.

#### Nazionale
L'irremovibilità di Sergio Cervato gli precluse la carriera in Nazionale: disputò un'unica partita, nella quale subentrò proprio al suo pari-ruolo fiorentino, a Milano nel 1954, per le qualificazioni alla Coppa del Mondo (Italia-Egitto 5-1). Dell'esperienza raccontò: «entrai sull'1-1 e feci anche un assist per Boniperti», che peraltro da avversario lo soffriva particolarmente. Nell'occasione, il presidente del Bologna Renato Dall'Ara gli regalò un orologio d'oro.

### Allenatore

#### Le prime esperienze
Dopo le prime esperienze da giocatore-allenatore con Portogruaro (scoprì Furlanis, che segnalò al Bologna) e Portocivitanovese, nel 1962-1963 passò al Rovigo e nel 1963-1964 fu chiamato in Serie B dal pericolante Prato, a stagione iniziata, dopo le dimissioni di Luigi Ferrero. La squadra biancazzurra, relegata sul fondo della classifica, avviò una rimonta «tanto entusiasmante quanto sfortunata», insufficiente a garantirle la salvezza; le buone prestazioni valsero a Ballacci la chiamata della neopromossa Reggiana, con cui ottenne un undicesimo posto nel 1964-1965.

#### Catanzaro, Catania e Arezzo
Tra le esperienze più significative vi fu quella al Catanzaro, nella stagione 1965-1966: la squadra calabrese, militante in B, fallì la promozione a causa di un girone di ritorno negativo, ma salì «per la prima volta alla ribalta del grande calcio nazionale» conquistando la finale di Coppa Italia. Superate quattro squadre di A (Lazio, Napoli in trasferta, Torino e Juventus, nuovamente in campo avverso), il Catanzaro fu sconfitto dalla Fiorentina di Chiappella negli ultimi minuti supplementari della decisiva gara di Roma, da un calcio di rigore; Vittorio Pozzo volle complimentarsi coi giallorossi per la «gagliarda partita».
Dopo due stagioni al Catania, che fruttarono come miglior risultato un quarto posto in B, fu ingaggiato dall'Arezzo, che allenò tra il 1970 ed il 1973 e poi nuovamente tra il 1976 e il 1979, per un totale di sei stagioni: è ad oggi l'allenatore che ha guidato gli amaranto per più partite. È ricordato soprattutto per il campionato 1970-1971, nel quale la squadra toscana lottò per la promozione in A; in questi anni lanciò Francesco Graziani e Paolo Conti.

#### Le esperienze all'Alessandria e alla Pistoiese
Allenò poi a più riprese l'Alessandria: nel 1973-1974 seppe costruire una rocciosa difesa in grado di subire solo 9 reti in 34 gare e conquistò la promozione in Serie B, l'ultima nella storia del sodalizio grigio, malgrado una stagione contrassegnata dal difficile rapporto con la società: minacciò più volte le dimissioni a causa di ricorrenti divergenze di vedute con la società sul mercato e sulla formazione titolare, e fu infine esonerato a due giorni dalla gara contro il Mantova, che sancì la matematica vittoria del torneo; arrivò a dichiarare: «Ho dato un grande dispiacere ai dirigenti portando l'Alessandria tra i cadetti».
All'Alessandria sarebbe tornato in due occasioni: nel 1980-1981, in «un grave momento di crisi per i grigi, dopo l'abbandono di Bruno Cavallo», proprietario fino alla stagione precedente, con la squadra caduta in C2. Ballacci conquistò la promozione in terza serie con una formazione che definì «senza punte, improvvisata a ottobre» e fu confermato nell'annata successiva; l'Alessandria non riuscì ad ottenere la salvezza, e il difensivismo dell'allenatore fu contestato dalla tifoseria. Nel 1988 fu chiamato nuovamente ad Alessandria per sostituire l'esonerato Adelmo Capelli: già distante dalla promozione in C1, la squadra fornì valide prestazioni comunque non sufficienti ad agganciare il vertice della classifica. Secondo un sondaggio del giornale Il Piccolo (2012) Ballacci risultava lungamente l'allenatore più amato dai tifosi dell'Alessandria.
Nel 1974-1975 passò alla Pistoiese, con cui conquistò una promozione in C, primo passo dell'ambiziosa e rapida scalata dai dilettanti alla massima serie avviata del presidente arancione Melani.

#### Gli anni Ottanta e le ultime esperienze
Oltre all'Alessandria, negli anni Ottanta allenò diverse squadre. Nel 1980 subentrò ai due terzi di campionato a Pietro Fontana alla guida dell'Anconitana (Serie C1) non riuscendo ad evitarne la retrocessione; seguì poi il Riccione in Interregionale, la Massese nel 1983-1984 (sostituito da Costanzo Balleri, venne poi richiamato prima del termine della stagione, guadagnando la salvezza) e l'Aesernia, ultimo in C2 nel 1985-1986.

## Statistiche

### Presenze e reti nei club
| Stagione           | Squadra            | Campionato         | Campionato | Campionato | Coppe nazionali | Coppe nazionali | Coppe nazionali | Totale | Totale |
| Stagione           | Squadra            | Comp               | Pres       | Reti       | Comp            | Pres            | Reti            | Pres   | Reti   |
| ------------------ | ------------------ | ------------------ | ---------- | ---------- | --------------- | --------------- | --------------- | ------ | ------ |
| 1945-1946          | Bologna            | DN                 | 5          | 0          | C-AI            | ?               | ?               | 5+     | 0+     |
| 1946-1947          | Bologna            | A                  | 13         | 0          | –               | –               | –               | 13     | 0      |
| 1947-1948          | Bologna            | A                  | 14         | 0          | –               | –               | –               | 14     | 0      |
| 1948-1949          | Bologna            | A                  | 32         | 0          | –               | –               | –               | 32     | 0      |
| 1949-1950          | Bologna            | A                  | 36         | 0          | –               | –               | –               | 36     | 0      |
| 1950-1951          | Bologna            | A                  | 38         | 1          | –               | –               | –               | 38     | 1      |
| 1951-1952          | Bologna            | A                  | 33         | 0          | –               | –               | –               | 33     | 0      |
| 1952-1953          | Bologna            | A                  | 32         | 0          | –               | –               | –               | 32     | 0      |
| 1953-1954          | Bologna            | A                  | 29         | 2          | –               | –               | –               | 29     | 2      |
| 1954-1955          | Bologna            | A                  | 34         | 4          | –               | –               | –               | 34     | 4      |
| 1955-1956          | Bologna            | A                  | 32         | 1          | –               | –               | –               | 32     | 1      |
| 1956-1957          | Bologna            | A                  | 8          | 0          | –               | –               | –               | 8      | 0      |
| Totale Bologna     | Totale Bologna     | Totale Bologna     | 306        | 8          | –               | –               | –               | 306    | 8      |
| 1957-1958          | Lecco              | B                  | 28         | 1          | –               | –               | –               | 28     | 1      |
| 1958-1959          | Lucchese           | C                  | 29         | 0          | CI              | ?               | ?               | 29     | 0      |
| 1959-1960          | Portogruaro        | D                  | 27         | 6          | –               | –               | –               | 27     | 6      |
| 1960-1961          | Portogruaro        | D                  | 30         | 2          | –               | –               | –               | 30     | 2      |
| Totale Portogruaro | Totale Portogruaro | Totale Portogruaro | 57         | 8          | –               | –               | –               | 57     | 8      |
| 1961-1962          | Portocivitanovese  | C                  | 11         | 0          | –               | –               | –               | 11     | 0      |
| Totale carriera    | Totale carriera    | Totale carriera    | 431        | 17         | –               | ?               | ?               | 431    | 17     |

### Cronologia presenze e reti in nazionale
| Cronologia completa delle presenze e delle reti in nazionale ― Italia | Cronologia completa delle presenze e delle reti in nazionale ― Italia | Cronologia completa delle presenze e delle reti in nazionale ― Italia | Cronologia completa delle presenze e delle reti in nazionale ― Italia | Cronologia completa delle presenze e delle reti in nazionale ― Italia | Cronologia completa delle presenze e delle reti in nazionale ― Italia | Cronologia completa delle presenze e delle reti in nazionale ― Italia | Cronologia completa delle presenze e delle reti in nazionale ― Italia |
| Data                                                                  | Città                                                                 | In casa                                                               | Risultato                                                             | Ospiti                                                                | Competizione                                                          | Reti                                                                  | Note                                                                  |
| --------------------------------------------------------------------- | --------------------------------------------------------------------- | --------------------------------------------------------------------- | --------------------------------------------------------------------- | --------------------------------------------------------------------- | --------------------------------------------------------------------- | --------------------------------------------------------------------- | --------------------------------------------------------------------- |
| 24-1-1954                                                             | Milano                                                                | Italia                                                                | 5 – 1                                                                 | Egitto                                                                | Qual. Mondiali 1954                                                   | -                                                                     | 42’                                                                   |
| Totale                                                                |                                                                       | Presenze                                                              | 1                                                                     |                                                                       | Reti                                                                  | 0                                                                     |                                                                       |

### Statistiche da allenatore
| Stagione           | Squadra            | Campionato         | Campionato | Campionato | Campionato | Campionato | Coppe nazionali | Coppe nazionali | Coppe nazionali | Coppe nazionali | Coppe nazionali | Totale | Totale | Totale | Totale | % Vittorie |
| Stagione           | Squadra            | Comp               | G          | V          | N          | P          | Comp            | G               | V               | N               | P               | G      | V      | N      | P      | %          |
| ------------------ | ------------------ | ------------------ | ---------- | ---------- | ---------- | ---------- | --------------- | --------------- | --------------- | --------------- | --------------- | ------ | ------ | ------ | ------ | ---------- |
| 1962-1963          | Rovigo             | 1ª Cat.            | 30         | 11         | 10         | 9          | –               | –               | –               | –               | –               | 30     | 11     | 10     | 9      | 36,67      |
| dic. 1963-1964     | Prato              | B                  | 27         | 6          | 13         | 8          | –               | –               | –               | –               | –               | 27     | 6      | 13     | 8      | 22,22      |
| 1964-1965          | Reggiana           | B                  | 38         | 11         | 14         | 13         | CI              | 1               | 0               | 0               | 1               | 39     | 11     | 14     | 14     | 28,21      |
| 1965-1966          | Catanzaro          | B                  | 38         | 10         | 16         | 12         | CI              | 6               | 4               | 1               | 1               | 44     | 14     | 17     | 13     | 31,81      |
| 1966-1967          | Catania            | B                  | 38         | 15         | 12         | 11         | CI              | 1               | 0               | 0               | 1               | 39     | 15     | 12     | 12     | 38,46      |
| set.-nov. 1967     | Catania            | B                  | 11         | 2          | 3          | 6          | CI              | 1               | 0               | 0               | 1               | 12     | 2      | 3      | 7      | 16,67      |
| Totale Catania     | Totale Catania     | Totale Catania     | 49         | 17         | 15         | 17         | –               | 2               | 0               | 0               | 2               | 51     | 17     | 15     | 19     | 33,33      |
| 1968-gen. 1969     | Prato              | C                  | 18         | 3          | 8          | 7          | –               | –               | –               | –               | –               | 18     | 3      | 8      | 7      | 16,67      |
| Totale Prato       | Totale Prato       | Totale Prato       | 45         | 9          | 21         | 15         | –               | –               | –               | –               | –               | 45     | 9      | 21     | 15     | 20         |
| 1969-1970          | Catanzaro          | B                  | 38         | 7          | 19         | 12         | CI              | 3               | 1               | 1               | 1               | 41     | 8      | 20     | 13     | 19,51      |
| Totale Catanzaro   | Totale Catanzaro   | Totale Catanzaro   | 76         | 17         | 35         | 24         | –               | 9               | 5               | 2               | 2               | 85     | 22     | 37     | 26     | 25,88      |
| 1970-1971          | Arezzo             | B                  | 38         | 13         | 13         | 12         | CI              | 3               | 1               | 0               | 2               | 41     | 14     | 13     | 14     | 34,15      |
| 1971-1972          | Arezzo             | B                  | 38         | 8          | 17         | 13         | CI              | 4               | 0               | 3               | 1               | 42     | 8      | 20     | 14     | 19,05      |
| 1972-1973          | Arezzo             | B                  | 38         | 9          | 16         | 13         | CI              | 4               | 1               | 2               | 1               | 42     | 10     | 18     | 14     | 23,81      |
| 1973-1974          | Alessandria        | C                  | 33         | 21         | 9          | 3          | CI-S            | 8               | 3               | 4               | 1               | 41     | 24     | 13     | 4      | 58,54      |
| 1974-1975          | Pistoiese          | D                  | 34         | 17         | 15         | 2          | –               | –               | –               | –               | –               | 34     | 17     | 15     | 2      | 50         |
| 1975-1976          | Pistoiese          | C                  | 38         | 7          | 24         | 7          | CI-S            | ?               | ?               | ?               | ?               | 38+    | 7+     | 24+    | 14+    | 18,42      |
| Totale Pistoiese   | Totale Pistoiese   | Totale Pistoiese   | 72         | 24         | 39         | 9          | –               | ?               | ?               | ?               | ?               | 72+    | 24+    | 39+    | 9+     | 33,33      |
| 1976-1977          | Arezzo             | C                  | 38         | 7          | 24         | 7          | CI-S            | ?               | ?               | ?               | ?               | 38+    | 7+     | 24+    | 14+    | 18,42      |
| 1977-1978          | Arezzo             | C                  | 38         | 14         | 13         | 11         | CI-S            | ?               | ?               | ?               | ?               | 38+    | 14+    | 13+    | 11+    | 36,84      |
| 1978-apr. 1979     | Arezzo             | C1                 | 28         | 8          | 10         | 10         | CISP            | 4               | 0               | 0               | 4               | 32     | 8      | 10     | 14     | 25         |
| Totale Arezzo      | Totale Arezzo      | Totale Arezzo      | 218        | 59         | 93         | 66         | –               | 15+             | 2+              | 5+              | 8+              | 233+   | 61+    | 98+    | 74+    | 26,18      |
| feb.-giu. 1980     | Anconitana         | C1                 | 13         | 3          | 5          | 5          | –               | –               | –               | –               | –               | 13     | 3      | 5      | 5      | 23,08      |
| 1980-1981          | Alessandria        | C2                 | 34         | 17         | 14         | 3          | CI-S            | 6               | 2               | 2               | 2               | 40     | 19     | 16     | 5      | 47,50      |
| 1981-1982          | Alessandria        | C1                 | 34         | 7          | 11         | 16         | CI-C            | 4               | 1               | 1               | 2               | 38     | 8      | 12     | 18     | 21,05      |
| 1982-1983          | Riccione           | D                  | 30         | 13         | 8          | 9          | –               | –               | –               | –               | –               | 30     | 13     | 8      | 9      | 43,33      |
| ago.-ott. 1983     | Massese            | C2                 | 6          | 2          | 1          | 3          | CI-C            | 6               | 1               | 2               | 3               | 12     | 3      | 3      | 6      | 25         |
| mar.-giu. 1984     | Massese            | C2                 | 9          | 0          | 4          | 5          | –               | –               | –               | –               | –               | 9      | 0      | 4      | 5      | –          |
| Totale Massese     | Totale Massese     | Totale Massese     | 15         | 2          | 5          | 8          | –               | 6               | 1               | 2               | 3               | 21     | 3      | 7      | 11     | 14,29      |
| 1985-1986          | Isernia            | C2                 | 34         | 7          | 12         | 15         | CI-C            | 6               | 2               | 1               | 3               | 40     | 9      | 13     | 18     | 22,50      |
| mar.-giu. 1988     | Alessandria        | C2                 | 10         | 5          | 3          | 2          | –               | –               | –               | –               | –               | 10     | 5      | 3      | 2      | 50         |
| Totale Alessandria | Totale Alessandria | Totale Alessandria | 111        | 50         | 37         | 24         | –               | 18              | 6               | 7               | 5               | 129    | 56     | 44     | 29     | 43,41      |
| Totale carriera    | Totale carriera    | Totale carriera    | 731        | 223        | 294        | 214        | –               | 57+             | 16+             | 17+             | 24+             | 788+   | 239+   | 311+   | 238+   | 30,33      |

## Palmarès

### Giocatore
- Coppa Alta Italia: 1

Bologna: 1946

### Allenatore
- Campionato italiano Serie C: 1

Alessandria: 1973-1974
- Campionato italiano Serie C2: 1

Alessandria: 1980-1981
- Serie D: 1

Pistoiese: 1974-1975